# Българска асоциация на рекламодателите
Българска Асоциация на рекламодателите (БАР) е учредена в началото на 2008 г.
Основни цели на Асоциацията са повишаване ефективността на инвестициите в рекламата и въвеждането и развитие на стандарти за отговорна и етична комуникация към потребителите.
Председател на Асоциацията е Антонис Кандзелис – Изпълнителен Директор на „Нестле България“.
В устава на Асоциацията е заложена програма за създаване на механизми за защита принципите на лоялната конкуренция и отговорната и етична комуникация към потребителите.
Учредителите на БАР са водещи компании на българския пазар:
- Байерсдорф България
- Белла България
- Глобул
- Данон Сердика
- Загорка АД
- Кока-Кола България
- Крафт Фуудс България
- Мтел
- Нестле България
- Обединена Българска Банка